# 응우옌푹미엔온
응우옌푹미엔온(베트남어: Nguyễn Phúc Miên Ôn / 阮福綿㝧 완복면온, 1833년 3월 15일 ~ 1895년 2월 1일)은 응우옌 왕조의 황족이다. 민망 황제의 61번째 아들로, 생모는 귀인(貴人) 응우옌티하인(阮氏幸)이다.

## 생애
민망 14년 음력 1월 24일(1833년 3월 15일), 후에 황성에서 태어났다.
뜨득 3년(1850년) 음력 1월, 남책군공(베트남어: Nam Sách Quận Công / 南策郡公)으로 봉해졌다.
타인타이 7년 음력 1월 7일(1895년 2월 1일), 사망하니 향년 63세였다. 시호를 공량(恭亮)이라 하였고, 트어티엔부 흐엉짜현 안닌총(安寧總) 낌롱사(金龍社)에 장사지냈다. 흐엉짜현 쯔엉숭읍(長銃邑)에 사당을 세우고 제사를 지냈다.

## 자녀
아들 8명과 딸 4명을 두었다. 후예들은 각(角) 자부(字部)를 하사받고 그에 따라 이름을 지었다.
- 손자 응우옌푹응찌(阮福膺觶) - 좌국경(佐國卿)을 습봉하였다.

## 참고 문헌
- 《완복족세보(阮福族世譜)》
- 《대남식록》정편(正編) 열전(列傳) 2집(二集) 권7(卷七)